# Ilkiwci (obwód chmielnicki)
Ilkiwci (ukr. Ільківці) – wieś na Ukrainie, w obwodzie chmielnickim, w rejonie chmielnickim, w hromadzie Teofipol. W 2001 liczyła 318 mieszkańców, spośród których 316 wskazało jako ojczysty język ukraiński, a 2 rosyjski.